# 共晶体
共晶体或共晶（英语：cocrystal）是晶体学中的概念，人们对其定义有着争议，一种认为共晶体是由至少两种组分组成的晶体，其组分可以是原子、分子或离子。另一种认为共晶体是由至少两种组分组成的、具有独特性质的晶体。也有认为液相合金通过共晶凝固同时结晶出两个固相，这样两相的混合物成为共晶组织或共晶体。

## 性质
共晶体的组分通过非共价相互作用，如氢键、离子键、范德华力或π相互作用结合。分子间相互作用让晶体产生了和原来各自组分不同的物理及化学性质。